# Gengiva inserida
A gengiva inserida é a continuidade da gengiva marginal. Ela é firme, resistente, resiliente, e firmemente ligada ao periósteo do osso alveolar subjacente. A porção vestibular da gengiva inserida é relativamente frouxa e se estende à mucosa alveolar móvel, sendo demarcada pela junção mucogengival.
A espessura da gengiva inserida é um parâmetro clínico importante, definido como a distância entre a junção mucogengival e a projeção da superfície externa do fundo do sulco gengival ou da bolsa periodontal. Não deve ser confundida com a espessura da gengiva queratinizada, pois esta última também inclui a gengiva marginal.
Sua espessura na porção vestibular difere em áreas distintas da boca. Usualmente, ela é maior na região de incisivos (3,5 a 4,5 mm na maxila e 3 a 3,9 mm na mandíbula), e se torna mais delgada nos segmentos posteriores (1,9 mm nos pré-molares superiores e 1,8 mm nos inferiores).
Devido à junção mucogengival permanecer estacionária durante a vida adulta, mudanças na espessura da gengiva inserida são causadas por modificações na posição de sua porção coronal. A espessura da gengiva inserida aumenta com a idade e em dentes supra-erupcionados. Na porção lingual da mandíbula, a gengiva inserida termina na junção da mucosa alveolar lingual, que é contínua com o recobrimento de membrana mucosa do assoalho oral. A superfície palatina da gengiva inserida na maxila se mistura imperceptivelmente com a mucosa palatina, que é igualmente firme e resiliente.